# Pomnik w Bolechowicach z 1928 roku
Pomnik w Bolechowicach z 1928 roku – pomnik znajdujący się w Bolechowicach w powiecie krakowskim.
Pomnik w formie kamiennego obelisku został odsłonięty w dniu 11 XI 1928 roku w 10-lecie odzyskania przez Polskę niepodległości przy ulicy Kościelnej. Inicjatorką była nauczycielka Elżbieta Popiel. 
W roku 1960 z inicjatywy społecznika Tadeusza Szeleźniaka pomnik został odnowiony a na tablicy dopisano nazwiska żołnierzy, którzy zginęli śmiercią męczeńską w Katyniu, oraz ustawiono orła wyrzeźbionego w piaskowcu. W 1980 na głowie orła umieszczono koronę.
Znajdująca się na tablicy inskrypcja brzmi:

Ś. P.

OBYWATELOM BOLECHOWIC
OFIAROM WOJNY ŚWIATOWEJ
KTÓRA POLSCE WOLNOŚĆ PRZYNIOSŁA
W 10-CIO LETNIĄ ROCZNICE JEJ ODZYSKANIA
MIESZKAŃCY TEJ GMINY TABLICĘ TĘ POŚWIĘCAJĄ
NAZWISKA ICH POTOMNYM PRZEKAZUJĄC
11 - XI 1928

| BARAN WALETY           | ŁAPUSZEK FRANCISZEK      |
| KIĘDRA KAZIMIERZ       | MAREK MICHAŁ             |
| KOWALIK WACŁAW         | MOZGAŁA JAN              |
| KOZERA ANTONII         | SENDOR PAWEŁ             |
| KOZERA FRANCISZEK      | SENDOR STANISŁAW         |
| KOZERA JAN             | SROKA KASPER             |
| STRUGAŁA JÓZEF         | SZELEŹNIK STANISŁAW      |
| KIEDRA MICHAŁ          | WIERZBICKI TEODOR        |
| POR. KOWALIK STANISŁAW | POR. WOJTASZEK STANISŁAW |
| KRÓL JÓZEF             | CHOR. SZELEŹNIK JÓZEF    |